# Institute for Advanced Study

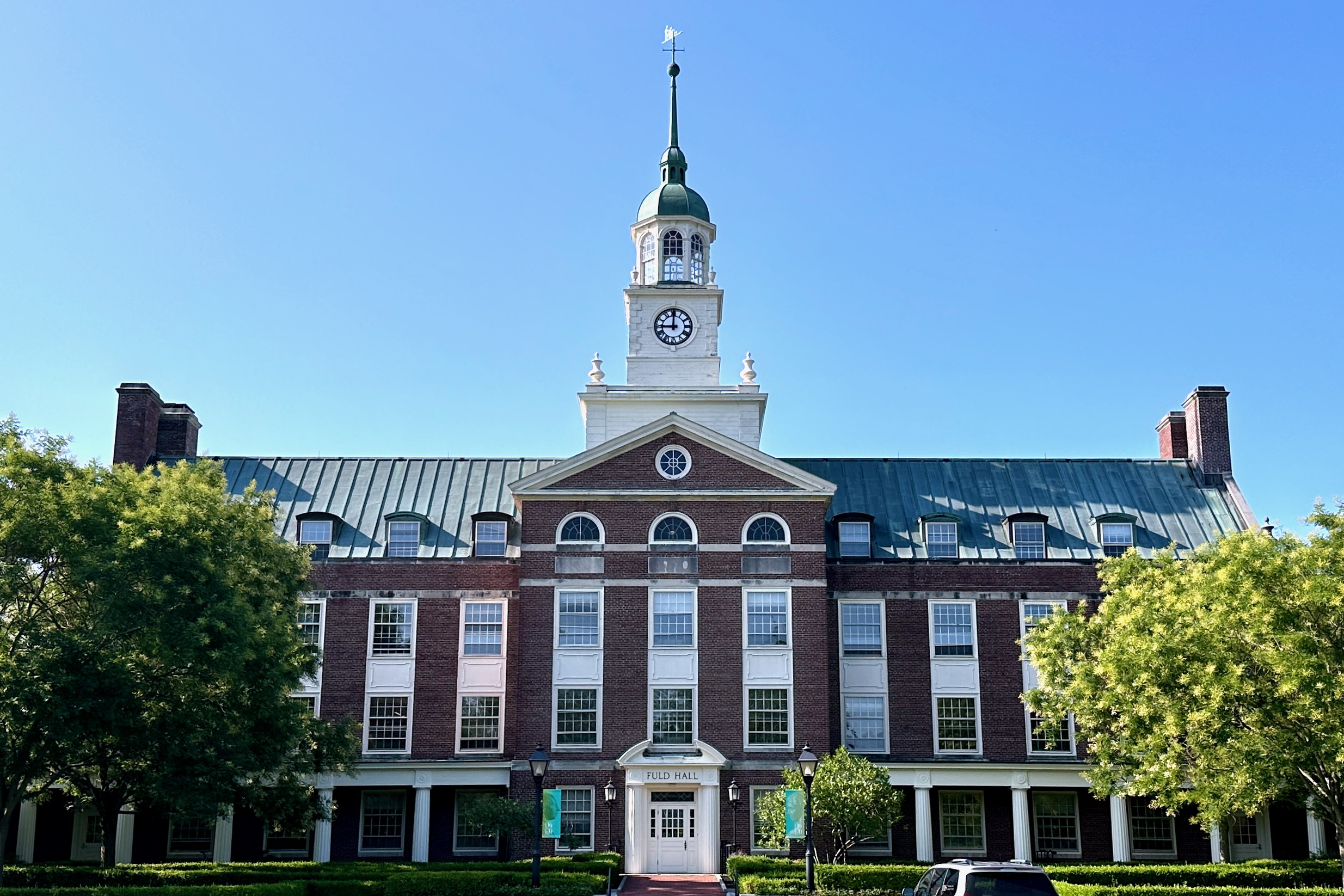
Fuld Hall

Das Institute for Advanced Study (IAS) ist ein 1930 gegründetes privates Forschungsinstitut in Princeton, New Jersey. Das IAS ist nicht Teil des Universitätssystems, auch wenn die räumliche Nähe zur Princeton University zu engen informellen Verbindungen und Kooperationen führt. Bekannt ist es insbesondere als letzte Wirkungsstätte Albert Einsteins und als Zufluchtsort vieler weiterer aus Deutschland geflüchteter Wissenschaftler. Gerhard Probst zählt es neben der Roosevelt University, der University in Exile, dem Black Mountain College und dem Institute for Social Research zu den amerikanischen Hochschuleinrichtungen, die am stärksten von Emigranten geprägt wurden.

## Geschichte des IAS
1930 ermöglichten Louis Bamberger (1855–1944), ein Geschäftsmann und Philanthrop aus Newark (New Jersey), und seine Schwester Caroline Bamberger Fuld (1864–1944) durch eine Spende von fünf Millionen Dollar die Gründung des Instituts. Diese Spende war zunächst für die Schaffung einer Ausbildungsstätte für Zahnärzte gedacht, aber ein befreundeter Pädagoge, Abraham Flexner, überredete sie, das Geld der Grundlagenforschung zukommen zu lassen. Flexner war der Gründungsbeauftragte und erste Direktor des IAS, von 1930 bis 1939.
Es gibt vier Abteilungen, die School of Historical Studies, die School of Mathematics, die School of Natural Sciences und die School of Social Science. Laboratorien oder Einrichtungen für Experimente sind dagegen nicht vorhanden. Zurzeit werden die vier Schools von insgesamt 26 permanenten Mitgliedern geleitet. Das Institut vergibt jedes Jahr knapp 200 Stipendien an Gastwissenschaftler aus der ganzen Welt.
Eine Ausnahme vom Verzicht auf experimentelle oder ingenieurwissenschaftliche Forschung war die Zeit kurz nach dem Zweiten Weltkrieg, als ein Team unter dem Institutsmitglied John von Neumann hier den IAS-Computer entwickelte, der zusammen mit den von Neumann verbreiteten Reporten weltweit eine Vorbildfunktion in der Computerentwicklung hatte.

## Das IAS als Vorbild für andere Institute
Nach dem Vorbild des Institute for Advanced Study wurden in der Folge international weitere Forschungsinstitute gegründet wie das Tata Institute of Fundamental Research in Bombay und des IHES bei Paris. In Deutschland hat das Zentrum für interdisziplinäre Forschung in Bielefeld (jetzt Bestandteil der Universität Bielefeld), das Frankfurt Institute for Advanced Studies und das Wissenschaftskolleg zu Berlin ein ähnliches Konzept, letzteres allerdings auf kleinerem Maßstab und mit Schwerpunkt in den Geisteswissenschaften. In der Schweiz existiert seit 1997 das gemeinsam von der ETH Zürich, der Universität Zürich sowie der Zürcher Hochschule der Künste getragene Collegium Helveticum. In den USA beriefen sich das 1954 gegründete Center for Advanced Study in the Behavioral Sciences (CASBS) an der Stanford University und das 1978 gegründete National Humanities Center für Geisteswissenschaften im Research Triangle Park (nahe der Duke University, North Carolina) auf das IAS als Vorbild. Das 1995 gegründete Korea Institute for Advanced Study, das 1985 gegründete Swedish Collegium for Advanced Study in the Social Sciences (SCASS, SCAS) in Uppsala, das 1975 gegründete Israel Institute for Advanced Study in Jerusalem (IIAS, an der Hebräischen Universität) und das 1970 gegründete Netherland Institute for Advanced Study in the Humanities and Social Sciences (NIAS) in Wassenaar folgten ebenfalls dem Modell des IAS. Auf dem Potsdamer Nobelpreisträger-Symposium "Global Sustainability – A Nobel Cause" im Oktober 2007 wurde die Gründung eines Nachhaltigkeits-Instituts für Klima und Erdsystem nach dem Vorbild eines Instituts for Advanced Studies empfohlen. Am 2. Februar 2009 ist in Abstimmung mit Vertretern der Deutschen Forschungsgemeinschaft, der Leibniz- und Helmholtz-Gemeinschaft, der Fraunhofer- und Max-Planck-Gesellschaft, dem Wissenschaftsrat und der Hochschulrektorenkonferenz auf Initiative des Bundesforschungsministeriums das Institute for Advanced Sustainability Studies e. V. (IASS) in Potsdam gegründet worden. Im Jahr 2019 wurde in Hamburg das Hamburg Institute for Advanced Study (HIAS) gegründet, ebenso in Bozen das Center for Advanced Studies (CAS) als Teil des Forschungszentrums Eurac Research.

## Direktoren
- Abraham Flexner (1930–1939)
- Frank Aydelotte (1939–1947)
- J. Robert Oppenheimer (1947–1966)
- Carl Kaysen (1966–1976)
- Harry Woolf (1976–1987)
- Marvin Goldberger (1987–1991)
- Phillip Griffiths (1991–2003)
- Peter Goddard (2004–2012)
- Robbert Dijkgraaf (2012–2022)
- David Nirenberg (seit 2022)[5]